# آمبولی

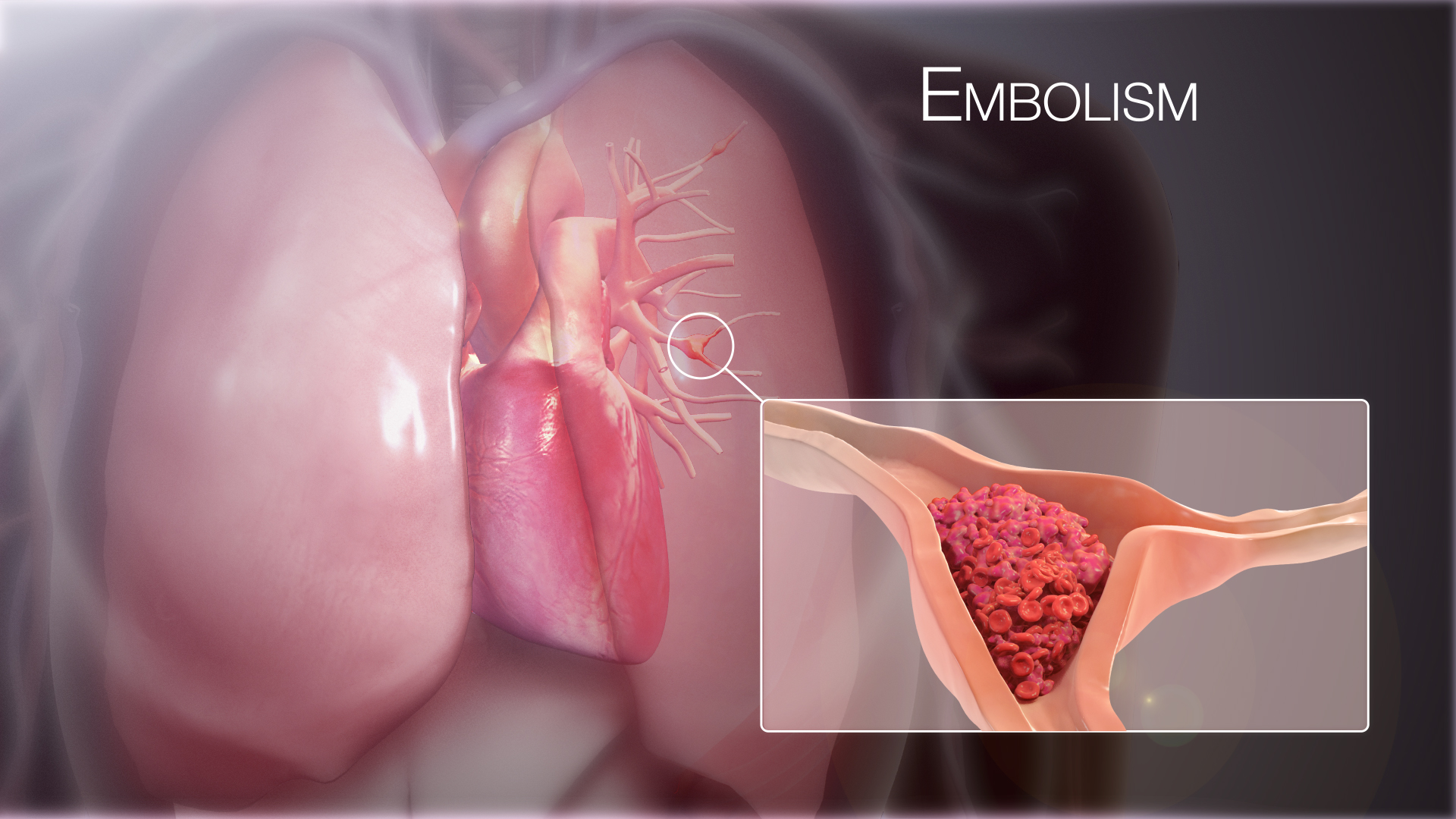
آمبولی ششی

آمبولی یا رگ‌بستاک (به انگلیسی: Embolism) انسداد ناگهانی سرخرگ است. سرخرگ می‌تواند آئورتی و سرخرگ پا باشد، اما عمدتاً موارد از آمبولی، انسداد سرخرگ ریوی است که به آن آمبولی ریه اطلاق می‌شود. آمبولی عمدتاً ناشی از لخته خون است، اما ماده خارجی نیز می‌تواند باعث آن شود که مانع خونرسانی به اندام تغذیه شده می‌شود. آمبولیزاسیون روشی برای درمان خونریزی و سرطان است.

## ریشه
- ἐμ- با تلفظ ام، پیشوند به معنای «بسمت درون» است.
- βάλλω با تلفظ بالو، به معنای «گیر انداختن» است.

آمبولی (به فرانسوی: Embolisme) به معنای درج روزهای اضافی در تقویم مانند کبیسه است. این کلمه را نخستین بار رودلف ویرشو برای گرفتگی عروق به کار آورد.

## انواع
ترومبوآمبولی (آمبولی لختهٔ خون)، آمبولی کلسترول، آمبولی چربی، آمبولی هوا، آمبولی عفونی، آمبولی جسم خارجی و آمبولی مایع آمنیوتیک.
در ترومبوآمبولی اغلب لخته‌ای که در اثر ترومبوز سیاهرگی تشکیل شده‌است، حرکت کرده و می‌تواند در هرجایی از جمله ریه متوقف شده و بیمار را با مشکلات شدید و حتی کشنده مواجه سازد.

## چگونگی ایجاد شدن
هر آمبولی علت متفاوتی دارد. ترومبوآمبولی یا آمبولی لختهٔ خون معمولاً به دنبال حرکت کردن یک لختهٔ ورید عمقی در اندام یا به دنبال عمل جراحی، بی‌حرکتی طولانی مدت، سرطان یا بعضی مشکلات انعقادی ژنتیکی یا اکتسابی رخ می‌دهد. آمبولی چربی معمولاً به دنبال شکستگی استخوان و قرار گرفتن مغز استخوان در معرض جریان خون ایجاد می‌شود. آمبولی‌ها بر اساس محلی که به آن وارد می‌شوند علایم متفاوتی ایجاد می‌کنند. ترومبوآمبولی ریه یکی از شایع‌ترین محل ورود آمبولی است که معمولاً در بیماران بستری دیده می‌شود و سبب تنگی نفس ناگهانی می‌شود. آمبولی می‌تواند وارد مغز شده و سبب علایم سکتهٔ مغزی شود.

## پیشگیری و درمان
امروزه در بیماران بستری و بعد از جراحی‌های بزرگ برای جلوگیری از ایجاد ترومبوز سیاهرگی عمقی و به‌دنبال آن آمبولی، درمان پیشگیرانه با داروهای ضدانعقاد صورت می‌گیرد.
آمبولی‌ها بر اساس نوع آن‌ها و ارگانی که درگیر می‌شود درمان می‌شوند. آمبولی لختهٔ خون را با داروهای ترومبولیتیک (لختهٔ آب‌کن) و داروهای ضد انعقاد چون هپارین درمان می‌شوند. در آمبولی‌های بزرگ ریه گاهی عمل جراحی برای برداشتن لختهٔ خون انجام می‌شود. درمان آمبولی چربی حمایتی است.